# Нейгебауэр, Людвиг Адольф
Людвиг Адольф Нейгебауэр (также Нёйгебауэр или Нойгебауэр; пол. Ludwik Adolf Neugebauer, нем. Ludwig Adolf Neugebauer; 6 мая 1821[…], Калиш, Калишское воеводство — 9 августа 1890[…], Берлин) — польский и русский гинеколог, профессор.

## Биография
Семья Нейгебауэров, имевшая немецкие корни, проживала близ Калиша со времён второго раздела Польши. Отец (имя его нам неизвестно) был мельником в селе Доютрово. Людвик Адольф учился в гимназии в городе Бжег (Brieg), после чего поступил в университет, где изучал медицину (до 1845 года).
Работал врачом во Вроцлаве (1845—1849) и Калише (1849—1857). С 1858 был доцентом Варшавской медико-хирургической академии, а затем — профессором Варшавской главной школы и Варшавского университета.
Нейгебауэр получил общеевропейскую известность как основатель современной гинекологии в Российской империи. Написал 175 научных работ на эту тему; первые на латыни и немецком, последующие — на польском и русском языках, причём иллюстрации к этим книгам были выполнены им самим. Составил тоже огромную библиографию гинекологии с античных времён по 1874 год. Умер во время медицинского конгресса в Берлине. Похоронен в Варшаве.